# Фурубіра (Хоккайдо)

43°15′56″ пн. ш. 140°38′20″ сх. д. / 43.26556° пн. ш. 140.63889° сх. д.
Фурубі́ра (яп. 古平町, ふるびらちょう, МФА: [ɸuɾubʲiɾa t͡ɕoː]) — містечко в Японії, в повіті Фурубіра округу Сірібесі префектури Хоккайдо. Станом на 1 жовтня 2008 року площа містечка становила 188,41 км². Станом на 31 березня 2017 населення містечка становило 3205 осіб.